# Villino Rasponi
Villino Rasponi  é um palacete eclético localizado na esquina da Via Boncompagni com a Via Piemonte, no rione Sallustiano de Roma, em frente ao Villino Pignatelli. 

## História e descrição
Este palácio foi construído em 1901 com base num projeto de Carlo Pincherle, pai de Alberto Moravia, para o conde Giulio Rasponi Murat, filho de Gioacchino Rasponi Murat, que foi vice-presidente da Câmara dos Deputados do Reino da Itália.
O palacete tem o formato retangular, com o eixo maior ao longo da Via Boncompagni, e com três pisos além de um piso subsolo. Os outros três lados estão de frente para o pátio interno e para o jardim (ambos pavimentados atualmente). Bem na esquina entre a Via Boncompagni e a Via Piemonte está um corpo avançado com dois andares sobre o qual está um terraço com acesso pelos apartamentos do segundo piso e circundado por uma balaustrada. Um outro corpo avançado com apenas um andar se projeta da fachada norte do edifício na direção do palácio vizinho na Via Piemonte. Este também conta com um amplo terraço acessível pelos apartamentos do piso nobre e também cercado por uma balaustrada. Ali fica o acesso para automóveis ao edifício (vestíbulo) e, na extremidade, se abre o monumental portal na Via Boncompagni que dá acesso ao pátio interno, onde fica ainda um edifício para hóspedes. 
Carlo Pincherle seguiu, em seu projeto, os ditames de um exuberante estilo rococó. Destaca-se particularmente a abundante decoração em estuque presente em toda a fachada; esta é separada por lesenas, cornijas marcapiano e varandas que se projetam em correspondência ao corpo avançado sul, rusticadas, mais pronunciadas no piso térreo e menos no primeiro e no segundo piso. As janelas do primeiro piso contam com tímpanos ao passo que as do térreo e do segundo piso são circundadas por uma elaborada moldura em estuque. As janelas do corpo avançado sul são amplas, arqueadas e decoradas com vitrais coloridos.
A propriedade é delimitada, ao longo da Via Piemonte, por um muro com uma abundante decoração inspirada no ecletismo do final do século XX, decorada por grades de ferro forjado bastante elaboradas. Elementos em ferro forjado também estão presentes no portal monumental na Via Boncompagni.
Atualmente o edifício abriga escritórios comerciais.